# Ceroxys zaidami
Ceroxys zaidami är en tvåvingeart som först beskrevs av Becker 1907.  Ceroxys zaidami ingår i släktet Ceroxys och familjen fläckflugor. Inga underarter finns listade i Catalogue of Life.